# Augustín Edwards Ross
Augustín Edwards Ross (Valparaíso 17 februari 1852 - aldaar 1 november 1897) was een Chileens zakenman, krantenmagnaat en politicus.

## Biografie
Hij was de zoon van de zakenman en politicus Agustín Edwards Ossandón (1815-1878) en diens echtgenote Juana Ross Edwards (1830-1913). De familie Edwards stamt uit Londen en Augustín's overgrootvader, George Edwards Brown (1780-1848) vestigde zich aan het begin van de negentiende eeuw in Chili. De familie Edwards ontwikkelde zich in Chili tot een succesvol geslacht van ondernemers en zakenlieden en verwierf zich een fortuin.
Augustín Edwards ontving een opleiding tot koopman en erfde op 26-jarige leeftijd het fortuin van zijn vader. Daarnaast erfde hij ook verscheidene bedrijven, waaronder een verzekeringsmaatschappij en een bank. In 1882 werd zijn vermogen geschat op 8.000.000 pesos.
Edwards was eigenaar van de liberale kranten El Mercurio en La Época die hij rond 1880 kocht. Van de laatste krant maakte hij een nieuwsblad gelieerd aan de Partido Nacional.
Edwards was een van de leiders van de liberaal-conservatieve Partido Nacional (Nationale Partij) en was lid van de Kamer van Afgevaardigden (1876-1888) en de Senaat (1888-1897). Hij bekleedde de functie van voorzitter van de Senaat van 1894 tot 1895.
Onder president José Manuel Balmaceda was van 1886 tot 1888 minister van Financiën. Aan het begin van de Burgeroorlog (1891) wilde Balmaceda hem benoemen tot minister van Openbare Werken, maar zag daarvan af toen bleek dat Edwards de zijde van de rebellen had gekozen. Edwards vestigde zich in Lima, Peru van waaruit hij de strijd van de rebellen financierde.
Van 15 september 1891 tot maart 1892 was hij minister van Openbare Werken onder president Jorge Montt. Daarna was hij nogmaals minister van Financiën.
Hij overleed op 1 november 1897 in zijn geboortestad Valparaíso.

## Privé
Augustín Edwards was getrouwd met Luisa Mac Clure Ossandón, bij wie hij tien kinderen kreeg, w.o. Agustín Edwards Mac-Clure (1878-1941), zakenman en politicus; Raúl Edwards Mac-Clure (1880-1927), landbouwer en politicus; Carlos Edwards Mac-Clure (c. 1880-?), zakenman; en María Edwards Mac-Clure (1893-1972), Rechtvaardige onder de Volkeren.